# Solstice (Frank-Kimbrough-Album)
Solstice ist ein Jazzalbum von Frank Kimbrough. Die am 1. Mai 2016 im Sear Sound Studio, New York City, entstandenen Aufnahmen erschienen am 15. November 2016 auf Pirouet Records. Das Album wurde im Monat seines 60. Geburtstages veröffentlicht und war Kimbroughs Dank für die Kollegen und Mentoren (wie etwa Paul Bley) in seinem Leben. Solstice war sein 16. Album unter eigenem Namen, gleichzeitig das vorletzte des Pianisten, der kurz vor Jahresende 2020 starb.

## Hintergrund
Bei Solstice wird der Pianist Frank Kimbrough von zwei langjährigen Mitarbeitern begleitet, von dem Bassisten Jay Anderson und dem Schlagzeuger Jeff Hirshfield. Bei der Auswahl der Stücke nahm Kimbrough nur eine Eigenkomposition auf, „Question's the Answer“; alle anderen Stücke sind Coverversionen, wie Carla Bleys „Seven“, George Gershwins „Here Come the Honey Man“ (aus Porgy and Bess) und Stück von Kollegen wie „Albert’s Love Theme“ und „El Cordobes“, beide von Annette Peacock, und „Sunflower“ von Paul Motian und „From California with Love“ von Andrew Hill. Das Titelstück stammt von Kimbroughs Lebenspartnerin Maryanne de Prophetis.  Das Album endet mit Maria Schneiders „Walking by Flashlight“ (das zuerst 2013 auf ihrem Album Winter Morning Walks in Zusammenarbeit mit Dawn Upshaw erschienen war).

## Titelliste
- Frank Kimbrough: Solstice (Pirouet PIT3097)[3]

1. Seven (Carla Bley)  4:12
2. Here Come the Honey Man (George Gershwin)  7:54
3. Solstice (Maryanne de Prophetis) 8:13
4. The Sunflower (Paul Motian) 5:30
5. Albert’s Love Theme (Annette Peacock) 7:41
6. Question’s the Answer (Frank Kimbrough) 5:07
7. From California with Love (Andrew Hill) 4:54
8. El Cordobes (Annette Peacock) 4:41
9. Walking by Flashlight (Maria Schneider) 7:47

## Rezeption
Nach der Ansicht von Derek Taylor (Dusted) kann sich die Suche nach einem Platz auf dem Post-Bill-Evans-, Post-Paul-Bley-Spielfeld des Jazz selbst für einen etablierten Pianisten als eine beunruhigende und demoralisierende Perspektive erweisen. Innerhalb der Idioms gäbe es so viel Präzedenzfälle, dass die Aufgabe fast augenblicklich darin bestehe, das Gewicht des Kanons mit der Freiheit der persönlichen Meinungsäußerung in Einklang zu bringen. Frank Kimbrough habe in den letzten drei Jahrzehnten einen persönlichen Weg eingeschlagen, indem er eine Strategie verfolge, die Ehrfurcht vor vergangenen Dingen mit einer Integrität der Absicht verbinde, seiner Muse treu zu bleiben. Kimbroughs Gelehrsamkeit und Akzeptanz der Jazzgeschichte seines Instruments zeige sich sofort in der Auswahl der Stücke. Die Kompositionen mögen größtenteils ausgeliehen sein, resümiert der Autor, „aber Kimbrough hält an diesem zentralen Grundsatz des Jazz fest, indem er ihnen seinen unauslöschlichen persönlichen Stempel aufdrückt.“

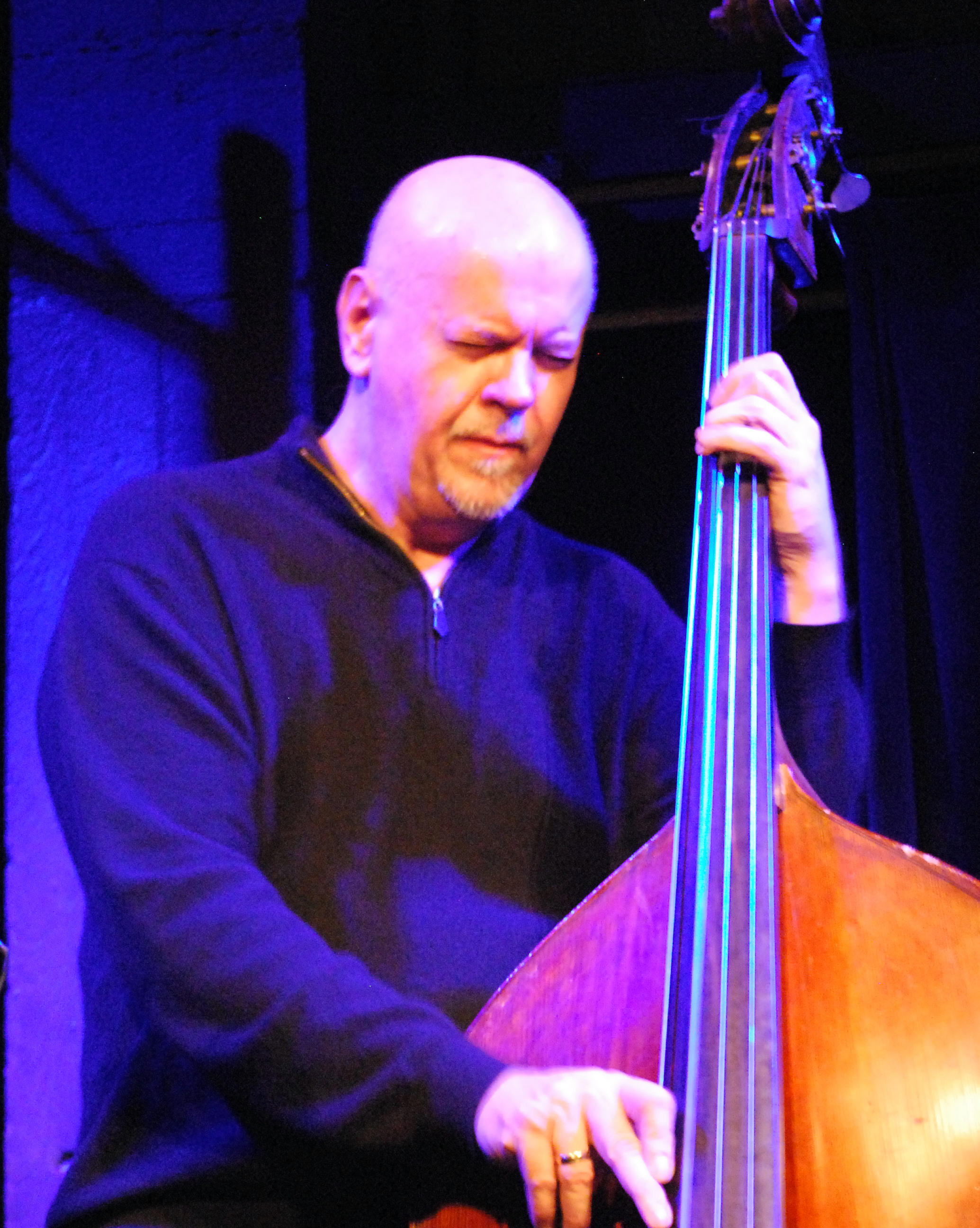
Jay Anderson, 2011 in Innsbruck

Brian Zimmerman schrieb im Down Beat, Frank Kimbrough sei ein Pianist von ungewöhnlicher Zartheit und Zurückhaltung an den Tasten. Diese Eigenschaften hätten ihn zu einem idealen Begleiter für einige der fortschrittlichsten Komponisten und Interpreten des Jazz gemacht. In der Arbeit von Kimbroughs Trio stecke sowohl ein tiefes Gefühl der Nostalgie als auch ein starker Optimismus. Kimbroughs Version von Maria Schneiders „Winter Morning Walks“ bewahre die makellose Brillanz des Originals, aber er fände einen neuen Zugang zum emotionalen Kern des Songs und bringe Themen wie Verwunderung und Entdeckung ans Licht.
Nach Ansicht von Dan Bilawsky, der das Album in All About Jazz rezensierte, sei Kimbroughs Verbindung zu Anderson und Hirshfield lang und tief; daher sei es auch keine Überraschung, dass die drei so gut aufeinander abgestimmt sind. Sie spielten als Einheit und brillant, so Bilawsky, aber Kimbrough bleibe hier stets die zentrale Figur. Wenn man einen Künstler beobachten möchte, der als Definition der pianistischen Tiefe existiert, brauche man nicht weiterzusuchen. Kimbrough sei der König in dieser Abteilung – ein Meister in unserer Mitte – und Solstic sei reine Poesie, geschrieben mit weißen und schwarzen Tasten.
Ron Netsky (Rochester City Newspaper), der das Album zur Zeit der Turbulenzen um die Präsidentschaftswahl in den Vereinigten Staaten 2016 besprach, lobte die meditativen musikalischen Momente; Frank Kimbroughs „Solstice“ biete eine exquisite Auswahl ausgewählter Kompositionen, die zu keinem besseren Zeitpunkt kommen könnte. In den letzten dreieinhalb Jahrzehnten habe sich Kimbrough als einer der führenden Pianisten der New Yorker Szene etabliert, so der Autor. Jay Anderson und Jeff Hirshfield würden beide solide Unterstützung und gute Soloarbeit beitragen. Die drei Musiker agierten so sehr auf derselben Wellenlänge, dass die meisten Tracks erste Aufnahmen von Melodien sind, die am Tag der Session eingeführt wurden.
Cormac Larkin (The Irish Times) verlieh dem Album vier Sterne und lobte, diese Sammlung von Melodien anderer Leute (mit einer Ausnahme) könnte als faire Zusammenfassung der Karriere und der Einflüsse des 60-Jährigen dienen, mit Melodien von Carla Bley, Paul Motian, Andrew Hill und zwei von Annette Peacock zeigen einen gefühlvollen Improvisator zwischen Lyrik und Abstraktion.  Kimbrough erkunde diesen Raum in einer Reihe von Aufnahmen, die zart und doch robust, sanft wie Wiegenlieder, aber auch voller Energie und Überzeugung seien.
Werner Stiefele meinte in seiner Besprechung für Rondo, es gebe zwei Möglichkeiten, Solstice zu hören: Entweder, sich einfach hinzusetzen und den Klangtupfern und Melodien nachzuhören und sich an der Langsamkeit zu erfreuen, mit der die Interpreten hier Themen auffächern, in kleine Einheiten gliedern und bedächtig weiter gleiten. Oder aber, die Themen unter diesen Klangtupfern zu erkennen und unter Erinnerung der Originalversionen dieser Stücke zu vergleichen, was hier passiere. Auf dem Album würde diese Stücke „einzigartig und luftig“ und doch zugleich „gegen alle Konventionen interpretiert“. Dabei würden die markanten Wendungen erhalten bleiben, aber das Gesamtkonzept sei „ein freundliches De- und Rekonstruieren“. Dank eines feingliedrigen Klangbildes des Tonträgers werde „die Kommunikation innerhalb des Trios jeden Moment nachvollziehbar.“